# Anthurium myosuroides
Anthurium myosuroides là một loài thực vật có hoa trong họ Ráy (Araceae). Loài này được (Kunth) Endl. miêu tả khoa học đầu tiên năm 1837.